# Biennal de São Paulo

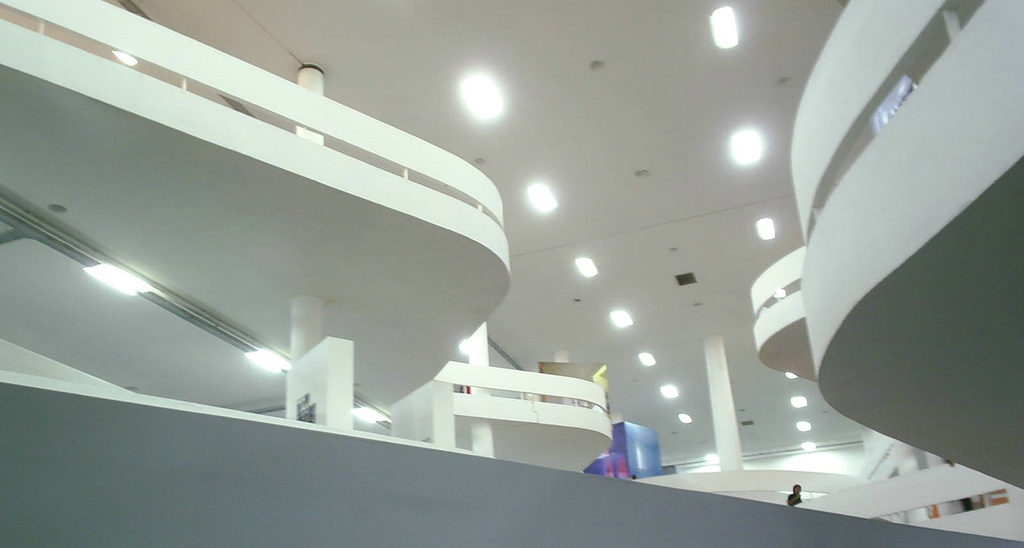
Pavelló central de la Biennal de São Paulo

La Biennal de São Paulo (oficialment en portuguès, Bienal Internacional de Arte de São Paulo) és una exposició internacional d'art modern creada el 1951 i celebrada cada dos anys al Pavelló Ciccillo Matarazzo ubicat al parc d'Ibirapuera de la ciutat de São Paulo (Brasil). Iniciativa del director del Museu d'Art Modern de São Paulo, Cecilio Matarazzo, està inspirat en la Biennal de Venècia i té l'objectiu inicial de difondre l'art contemporani brasiler.
És considerada la segona biennal d'art en importància després de la de Venècia i una de les principals exhibicions d'art contemporani llatinoamericà.
Fou patrocinada i organitza en els seus inicis pel Museu d'Art Modern de São Paulo, fins al 1962 quan es creà i se'n encarregà la Fundació Biennal de São Paulo. El seu finançament prové de subvencions del municipi, el govern local i estatal i del sector privat.
La seva primera seu fou el mateix museu. Per fer-ho es construí un polígon de fusta d'una àrea de 1500 m² als afores del recinte, que s'inaugurà el 20 d'octubre del 1951 exhibint 1.854 obres de 730 artistes provinents de 23 països. A la seva segona i tercera edició (1953 i 1955), va ocupar el Pavelló de les Nacions i el Pavelló dels Estats tenint, que formen en conjunt una àrea de 24.000 m². El seu local definitiu, el Pavelló Cecilio Matarazzo, es va inaugurar per la quarta edició del 1957. El pavelló fou dissenyat per l'equip d'arquitectes liderats per Oscar Niemeyer i Hélio Uchôa i té una superfície d'aproximada de 30.000 m².
L'exposició es va organitzar inicialment segons els països participants. Les versions entre 1981 i 1987 s'organitzaren per analogies temàtiques proposades per Walter Zanini i Sheila Leirner. Des de 1989 fins al 2004 va tornar a organitzar-se en seccions nacionals.
Des del 1973 es realitza també la Biennal Internacional d'Arquitectura de São Paulo.